# Мадона деле Грације Јацп (Фрозиноне)
Мадона деле Грације Јацп је насеље у Италији у округу Фрозиноне, региону Лацио.
Према процени из 2011. у насељу је живело 653 становника. Насеље се налази на надморској висини од 270 м.